# 法政大学大学院理工学研究科・理工学部

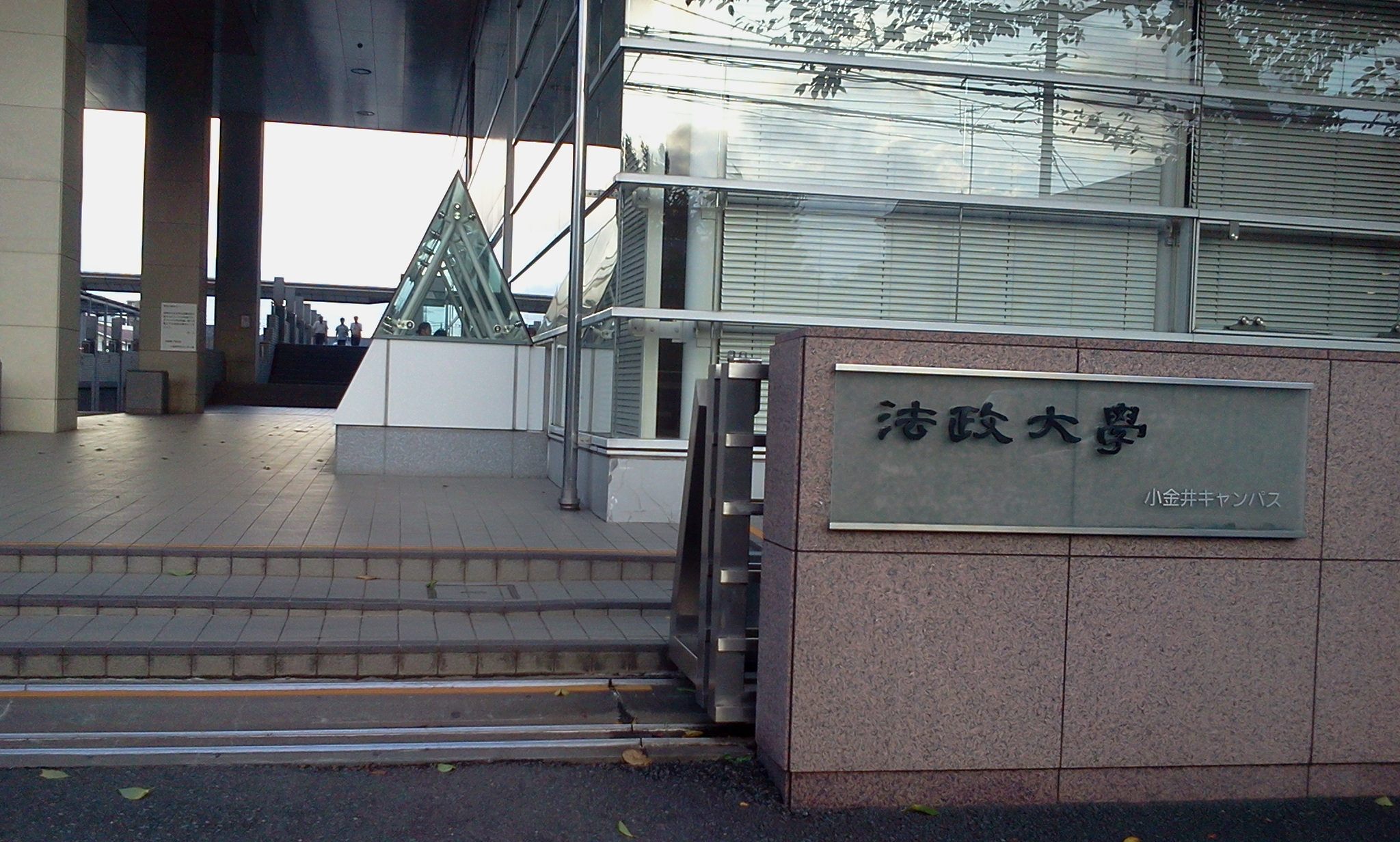
小金井キャンパス正門

法政大学理工学部（ほうせいだいがくりこうがくぶ、英 : Faculty of Science and Engineering, Hosei University）は、法政大学が設置する理工学部。
法政大学大学院理工学研究科（ほうせいだいがくだいがくいんりこうがくけんきゅうか）は、法政大学が設置する大学院理工学研究科。

## 概要
1944年（昭和19年）、川崎市木月に法政大学航空工業専門学校を設立。竹内賀久治総長と校友中野勝義が設立の中心者であり、運輸通信省航空局航空試験所長駒林栄太郎の承諾を得て同試験所で実習を行った。終戦後に法政工業専門学校と改称し、習志野の陸軍騎兵学校跡地に移転した。
1950年（昭和25年）に法政大学に工学部が設置され、2008年（平成20年）に、工学部が理工学部に改組された。
法政大学理工学部は法政大学建学の精神「自由と進歩」「進取の気象」を重んじ、この建学の精神にもとづき理工学分野における広範な教育・研究活動を実践し、優れた研究成果を社会に還元するとともに有為な人材を世に送り出すことを基本理念とする。
法政大学理工学部は、生命科学部、情報科学部と同様に法政大学小金井キャンパスに本部が置かれている。
現在、法政大学理工学部は、機械工学科・航空操縦学専修、機械工学科・航空操縦学専修、電気電子工学科、応用情報工学科、経営システム工学科、創生科学科で構成される。
教育では、「講義形式中心から参加型の授業へ」をモットーに、授業で与えられた問題に対し、学生が解法や答えを教師からただ学ぶのではなく、問題解決の道筋を自分自身で考え、また、教室の仲間と討論して合理的な解を見いだしていくように工夫されている。また、移動型の机を利用したグループ討論などで、学生が学生同士で問題解決を行うような授業スタイルも用意している。
講義では原理、原則についてのインスピレーションが湧くような授業を展開し、スキルを身につけるために友人同士、上位学年の学生の参加、TA（ティーチング・アシスタント）などによるチューター制を採用している。

## 沿革
1944年（昭和19年）

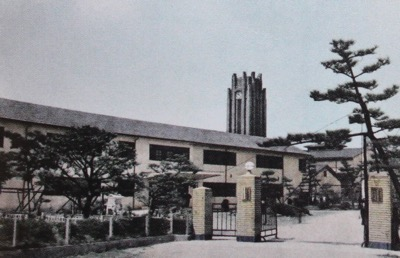
航空工専の開校地となった川崎市の木月校舎

- 4月 - 川崎市木月（現在の法政大学第二中学校・高等学校所在地）に法政大学航空工業専門学校を設立。

1945年（昭和20年）
- 5月 - 空襲により木月校舎被災、
- 10月 - 法政大学航空工業専門学校が、法政工業専門学校と改称。

1947年（昭和22年）
- 4月 - 法政工業専門学校が習志野（千葉郡二宮町薬園台）の陸軍騎兵学校跡地に移転。

1948年（昭和23年）
- 4月 - 筑波工業専門学校を併合[6]。

1950年（昭和25年）
- 4月 - 法政大学に工学部を設置（市ケ谷の六角校舎等を使用）

1951年（昭和26年）
- 3月 - 旧制法政工業専門学校廃止。

1952年（昭和27年）
- 4月 - 麻布校舎に社会学部を設置。法政大学工学部が麻布校舎に移転。

1959年（昭和34年）
- 12月 - 法政大学が工学部移転用地を購入（現在の小金井キャンパス）。

1964年（昭和39年）
- 3月 - 小金井キャンパス竣工、法政大学工学部が麻布校舎から移転。

1965年（昭和40年）
- 4月 - 大学院工学研究科を設置。

1966年（昭和41年）
- 4月 - 工学部建設工学科を土木工学科と建築学科に分離。

1968年（昭和43年）
- 4月 - 工学部電気工学科に電気電子専攻、計測制御専攻を増設。

1985年（昭和60年）
- 工学部大学院棟竣工

1986年（昭和61年）
- 4月 - 法政大学工学部1年生が多摩キャンパスに移転開始。
- 5月 - 市ケ谷計算センター発足。

1987年（昭和62年）
- 工学研究科にシステム工学専攻・修士課程を設置

1988年（昭和63年）
- 6月 - 多摩キャンパス城山地区の造成工事完了。

1993年（平成5年）
- 4月 - 工学部に物質化学科・電子情報学科・システム制御工学科を新設、法政大学工学部は8学科編成となる。

1994年（平成6年）
- 11月 - 小金井キャンパスに南館竣工。

2000年（平成12年）
- 3月 - 小金井キャンパスに西館竣工。

- 4月 - 法政大学工学部1年生が小金井キャンパスに移転。

- 5月 - 情報技術（IT）研究センター開設。

2004年（平成16年）
- 3月 - 小金井キャンパスにマイクロナノテクノロジー研究センター竣工。

- 4月 - 大学院イノベーションマネジメント研究科設置、

- 4月 - 工学部にシステムデザイン学科を新設。

2006年（平成18年）
- 工学部に生命機能学科を新設、

2007年（平成19年）
- 3月 - 小金井キャンパス再開発を開始。

- 4月 - 工学部の一部学科を改組しデザイン工学部を設置。

2008年（平成20年）
- 4月 - 大学院に政策創造研究科を新設、工学部を理工学部と生命科学部に改組、GIS（グローバル教養学部）を設置、理工学部に航空操縦学専修を開設。

- 9月 - 小金井キャンパスに東館竣工。

2011年（平成23年）
- 4月 - 東日本大震災の影響によりこの年の学位授与式・入学式を中止、小金井キャンパスの北館・管理棟が竣工。

2013年（平成25年）
- 工学研究科を改組し、理工学研究科機械工学専攻、電気電子工学専攻、応用情報工学専攻、システム工学専攻、応用化学専攻、生命機能学専攻を設置

2016年（平成28年）
- 理工学研究科と情報科学研究科との「横断型英語学位プログラム」（IIST）を設置。理工学研究科システム工学専攻をシステム理工学専攻に、同専攻システム制御系と経営系をそれぞれ創生科学系と経営システム系に名称変更

## 学部・学科
理工学部
- 機械工学科 機械工学専修

- 機械工学科 航空操縦学専修

- 電気電子工学科

- 応用情報工学科

- 経営システム工学科

- 創生科学科

## 大学院
理工学研究科（修士課程、博士後期課程）
- 機械工学専攻

- 電気電子工学専攻

- 応用情報工学専攻

- システム理工学専攻・創生科学系

- システム理工学専攻・経営システム系

- 応用化学専攻

- 生命機能学専攻

## 学部長
- 伊藤一之

## 関連組織
- 精密分析室
- イオンビーム工学研究所

## 交通アクセス
小金井キャンパス（東京都小金井市梶野町3-7-2）
- 【JR線】 JR中央線 : 東小金井駅から徒歩約15分

- 【JR線】 JR中央線 : 東小金井駅の北口バス乗り場より「関野橋循環〔法政大学経由〕」に乗車「法政大学」下車

- 【JR線】 JR中央線 : 東小金井駅の北口バス乗り場より「本町五丁目行〔武蔵小金井駅北口経由〕」に乗車「法政大学」下車

## 著名な出身者
出身者、卒業生及び関係者については「法政大学の人物一覧」を参照されたい